# Новомирский сельсовет
Новомирский сельсовет — сельское поселение в Вадском районе Нижегородской области Российской Федерации.
Административный центр — посёлок Новый Мир.

## История
Статус и границы сельского поселения установлены Законом Нижегородской области от 15 июня 2004 года № 60-З «О наделении муниципальных образований - городов, рабочих посёлков и сельсоветов Нижегородской области статусом городского, сельского поселения».
Законом Нижегородской области от 28 августа 2009 года № 143-З сельские поселения Новомирский сельсовет и Умайский сельсовет объединены в сельское поселение Новомирский сельсовет.

## Население
| 2002  | 2010  | 2012  | 2013  | 2014  | 2015  | 2016  |
| ----- | ----- | ----- | ----- | ----- | ----- | ----- |
| 1523  | ↘1457 | ↘1437 | ↘1417 | ↘1379 | ↘1364 | ↗1370 |
| 2017  | 2018  | 2019  | 2020  |       |       |       |
| ↘1347 | ↘1326 | ↘1301 | ↘1264 |       |       |       |

## Состав сельского поселения
| № | Населённый пункт | Тип населённого пункта          | Население |
| - | ---------------- | ------------------------------- | --------- |
| 1 | Меленино         | село                            | ↘12       |
| 2 | Новый Мир        | посёлок, административный центр | ↗737      |
| 3 | Поляны           | деревня                         | ↘10       |
| 4 | Порецкое         | деревня                         | ↗26       |
| 5 | Равенство        | посёлок                         | ↘29       |
| 6 | Умай             | село                            | ↘636      |
| 7 | Шадрино          | село                            | ↘7        |